# Ivan Lovriček
Ivan Lovriček (Novigrad Podravski, 29. travnja 1936. – Zagreb, 1. studenog 2008.) bio je hrvatski kazališni i filmski glumac.
Studirao je na dvjema ustanovama: na Pravnom fakultetu i Kazališnoj akademiji.
Bio je jedan od ljudi koji su utemeljili Studensko eksperimentalno kazalište 1956.
Nakon studentske glumačke aktivnosti, profesionalno se kao glumac zaposlio u Varaždinu, u narodnom kazalištu August Cesarec, gdje je bio jednim od najvažnijih glumaca. Ondje je radio od 1964. do 1972., a glumio je u tridesetak uloga iz djela hrvatskih (Držić, Strozzi, Marinković...) i inozemnih autora (Moliere, Gogolj, G. B. Shaw...).
1975. je otišao raditi u zagrebačko satiričko kazalište Jazavac, gdje je radio tridesetak godina. Glumio je u djelima Hrvoja Hitreca, Fadila Hadžića, Slavka Kolara i inih.
Povremeno je surađivao i s Gavellom, Teatrom ITD, Histrionom i drugima.
Televizijsko gledateljstvo ga najviše pamti po ulogama iz omiljenih serija Prosjacima i sinovima, Gruntovčanima, Putovanju u Vučjak, Dirigentima i mužikašima.

## Filmografija
- "Olujna noć" (1987.)
- "Putovanje u Vučjak" kao Perek (1986. – 1987.)
- "Tamburaši" (1982.)
- "Gruntovčani" (1975.)

## Vanjske poveznice
- IMDB Ivan Lovriček